# 乔恩·布朗
乔恩·布朗（英語：Jon Brown，1968年11月28日—），美国男子赛艇运动员。他曾代表美国参加1995年和1999年泛美运动会赛艇比赛，获得二枚金牌和一枚银牌。他也参加了1996年夏季奥林匹克运动会。